# 三波川変成帯

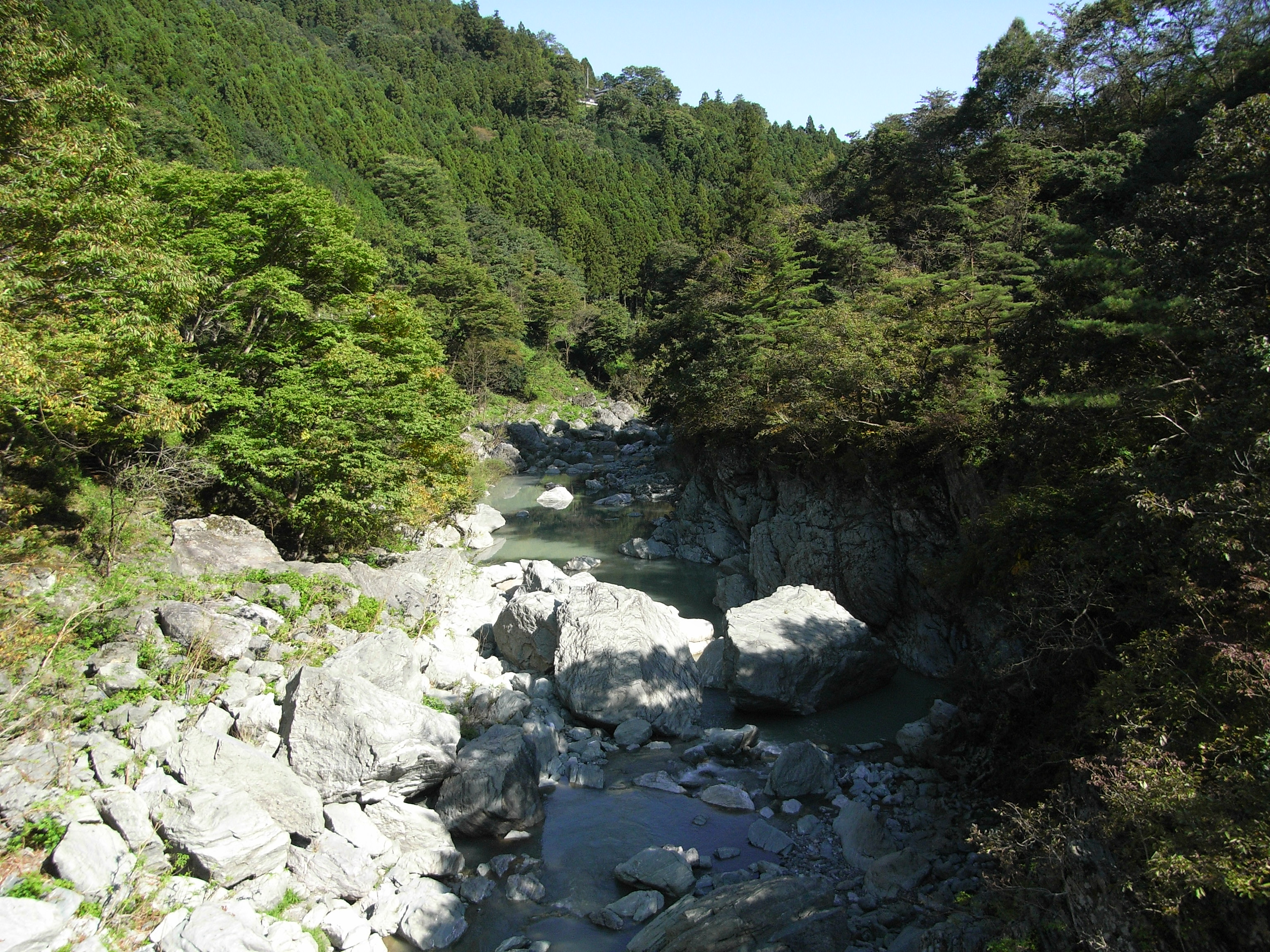
三波石峡

三波川変成帯（さんばがわへんせいたい）は中央構造線の外帯に接する変成岩帯である。日本最大の広域変成帯とされ、低温高圧型の変成岩が分布する。名称は群馬県藤岡市三波川の利根川流域の御荷鉾山の北麓を源流とする三波川産出の結晶片岩を三波川結晶片岩と呼んだことに由来する。三波川帯とも呼ばれる。中央構造線を挟んで北側の領家変成帯と接する。

## 概要
分布は関東山地から一旦フォッサマグナにより寸断され、長野県諏訪湖南方の上伊那地域で再び現れ、天竜川中流域・小渋川を経て紀伊半島、四国、九州の佐賀関に及び、全長約1000kmに達する。さらに広義の三波川変成帯は同様の変成作用を受けている南側の御荷鉾緑色岩帯・秩父変成帯をも含む。さらにその南側に四万十帯が接する。
基盤岩はジュラ紀から白亜紀に低温高圧型の変成作用を受けた結晶片岩からなる。四国の三波川変成帯の変成度の高い結晶片岩中の白雲母や黒雲母のK-Ar放射年代は82-102Maを示し、Rb-Sr放射年代は85-94Maを示す。紀伊半島の結晶片岩中の白雲母のK-Ar放射年代は70-110Maを示し、これらは何れも三波川変成作用が白亜紀後期であることを示している。
南海トラフ沿いのフィリピン海プレートおよびその付加体の沈み込みに伴い、深く沈み込んだ岩石が変成作用を受ける。三波川帯など中央構造線より南側の外帯では地下15kmから30kmの深さで低温高圧型の変成岩が生成され、北側の内帯である領家帯ではプレートの沈み込みの結果生じたマグマの作用により高温低圧型の変成岩が生成する。発熱量の高い放射性同位体を多く含む花崗岩質の陸側のプレートは沈みにくいが、低温で密度の高いフィリピン海プレートは陸側のプレートの下に潜り込むと考えられる。

## 各地の三波川帯

### 関東山地

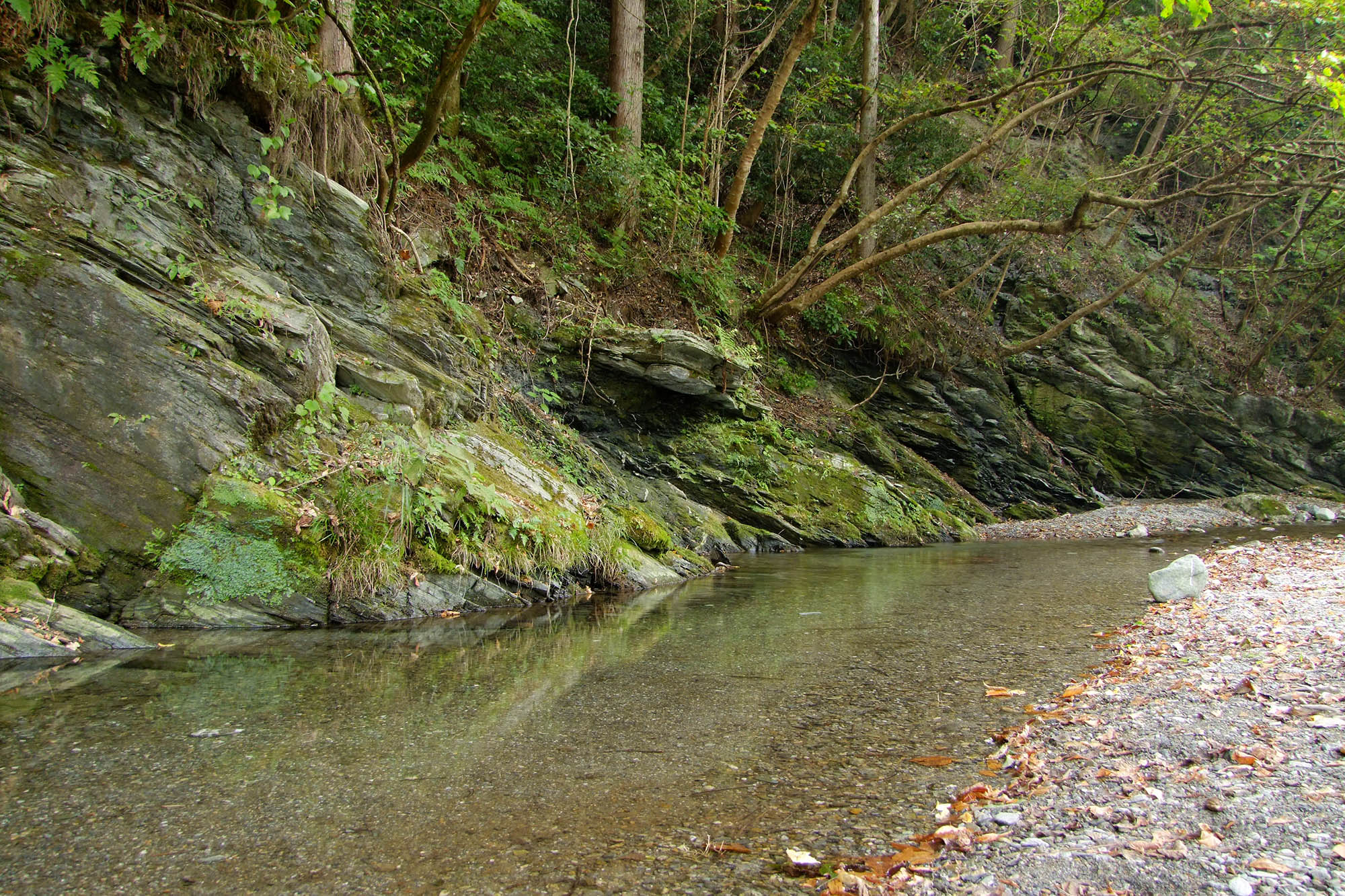
三波川

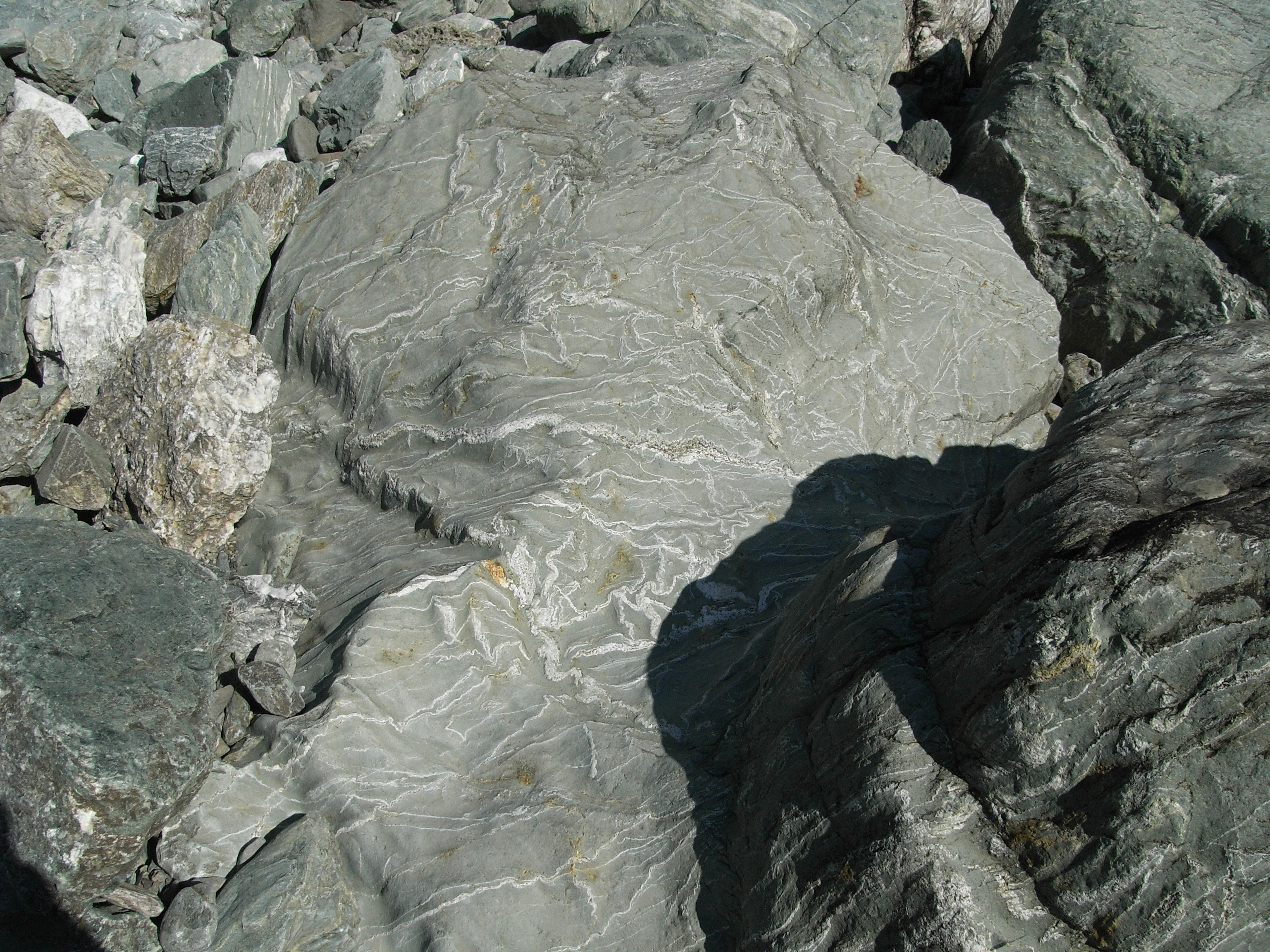
三波石

三波川変成帯の名称の基となった三波川流域は名石｢三波石｣の産地として古来より知られ、明治時代に小藤文次郎により、長瀞渓谷から三波石峡を経て北側の三波川にかけて分布する結晶片岩が研究された。三波石の産地である三波石峡は1957年に、国の天然記念物に指定された。

### 紀伊山地
紀伊山地の三波川帯はほぼ四国のものと連続し、三波川結晶片岩および御荷鉾緑色岩からなり、主に紀ノ川南西側に分布する。紀伊山地中央部では秩父帯古生層がその南側の中生層に衝上した衝上断層を形成している。三重県松阪市では月出の中央構造線という大規模な露頭を見ることができる。
層序は以下のように区分される。
- 点紋帯
  - 渋田層
  - 飯盛層
  - 龍門層
- 無点紋帯
  - 鞆淵層
- 御荷鉾緑色岩類
  - 堂鳴海山層
  - 生石層
  - 沼田層
  - 嵯峨層

これらの変成作用の年代は鞆淵層:68.7-78.6Ma、毛原層:89.3-97.1Ma、生石層:81.7-101Ma、沼田層:99.4-117Ma、嵯峨層:113-118Maを示し北側の地質帯ほど変成年代が若くなっている。

### 四国山地

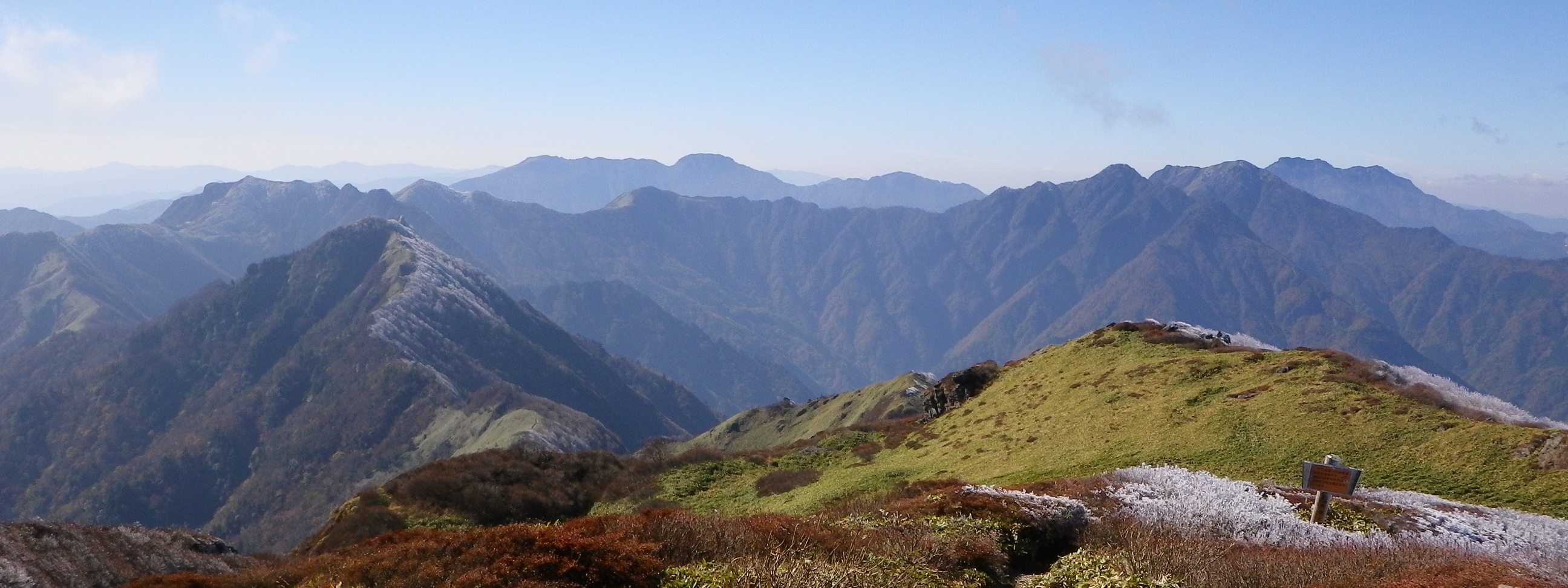
三波川結晶片岩を基盤岩とする石鎚山脈。笹ヶ峰から望む。

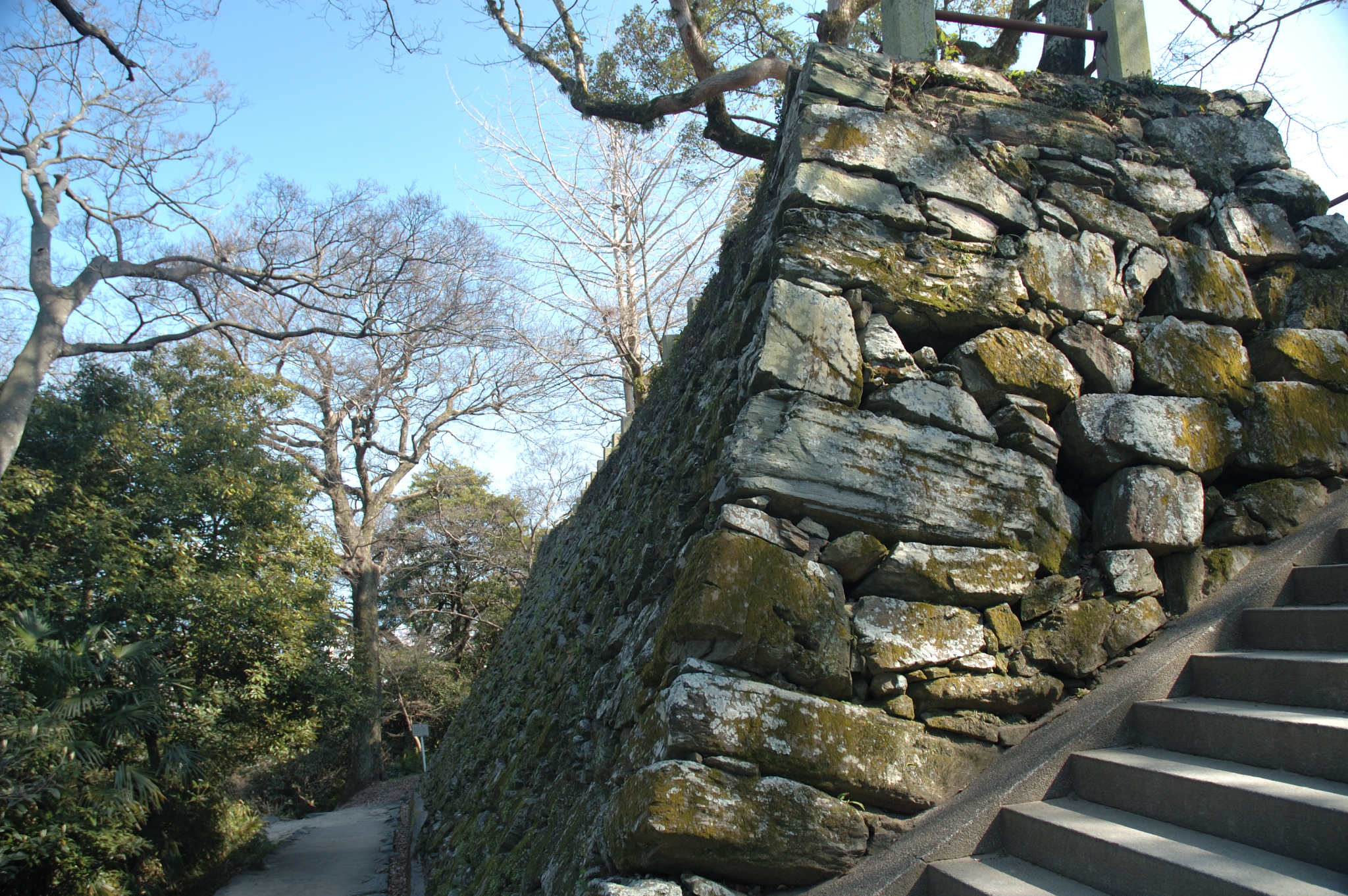
緑泥石片岩からなる徳島城本丸北側の石垣

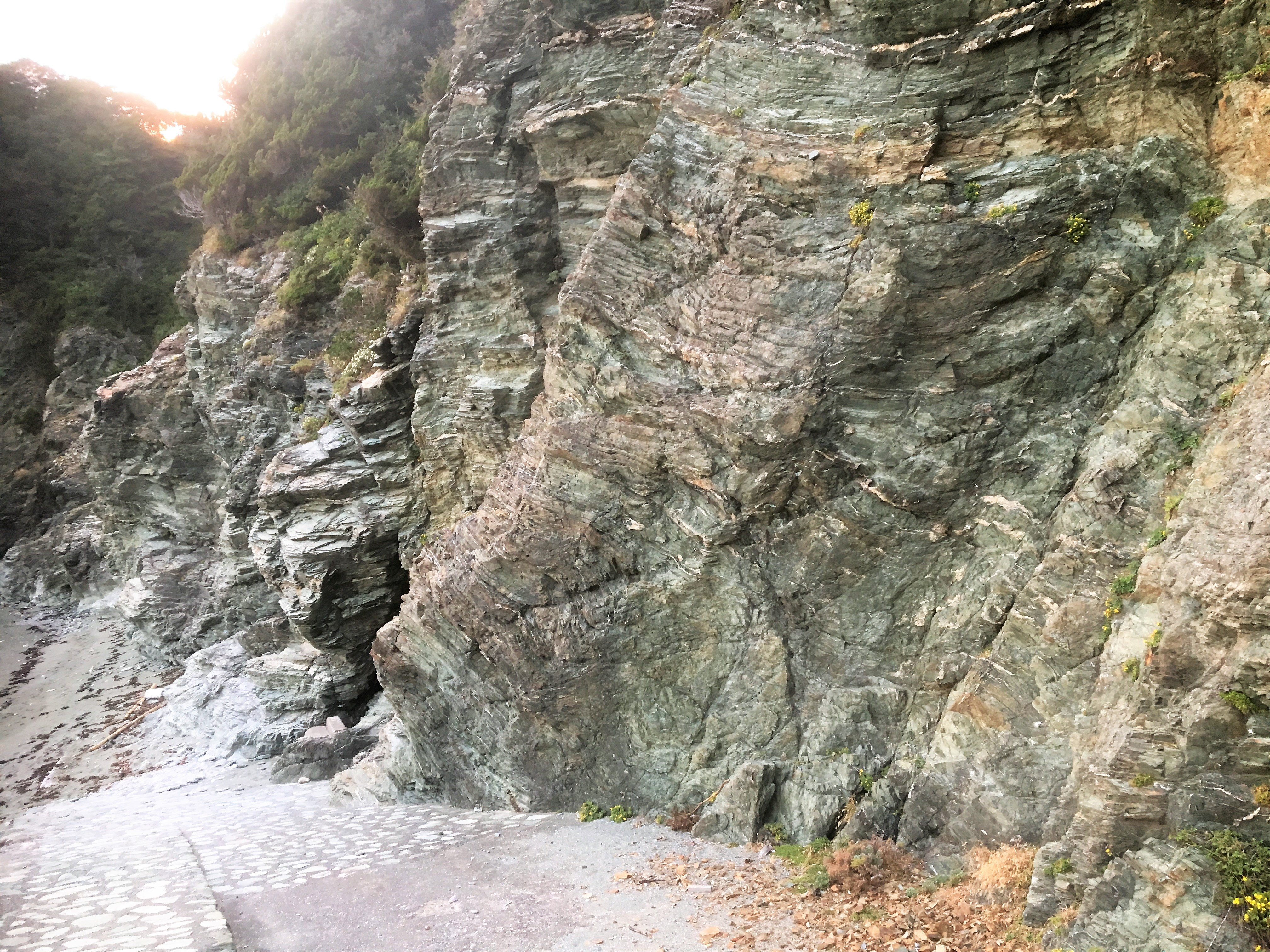
愛媛県佐田岬に見られる緑色片岩の岸壁

四国中央部では最も広い幅である約30kmの三波川変成帯が分布し、御荷鉾・秩父変成帯を含めば幅約50kmに達する。
三波川結晶片岩の層序は以下のように区分される。
- 吉野川層群
  - 上部層群
    - 大生院層

  - 中部層群
    - 三縄層
    - 小歩危層

  - 下部層群
    - 川口層
    - 大歩危層

これらの内、三縄層が最も広く分布し、中心部は石英片岩を伴う緑色片岩層からなる。それゆえ愛媛県の変成岩の分布域の割合は高く、この緑色片岩は「伊予の青石」として珍重される。三縄層の上部には角閃岩体が分布し、東赤石山北山麓の五良津山から二ッ岳に至る五良津岩体がある。
この五良津岩体では柘榴石角閃岩やエクロジャイトなど高圧下で生成した変成岩が見られる。東赤石山にはマントル物質と見られる超塩基性岩である橄欖岩体も分布しクロム鉄鉱が含まれ、橄欖岩が変質した蛇紋岩も分布する。また、キースラガーと呼ばれる含銅硫化鉄鉱の鉱床は三縄層に集中して見出され、別子銅山もその一つである。
四国山地の内、石鎚山脈は主に三波川結晶片岩を基盤岩とするが、第三紀の堆積岩に広く覆われ、石鎚山から面河渓を中心とする直径約7kmの領域は第三紀に噴出した溶岩である安山岩に覆われる。四国山地に挟まれた、吉野川が刻む渓谷である大歩危、小歩危には結晶片岩が露出し、褶曲による背斜構造が見られる。四国では大規模な横臥褶曲構造が見られ、このうち主なものは肱川河口付近の長浜横臥褶曲で南側の御荷鉾帯や秩父帯の上に衝上し「長浜ナップ」と呼ばれ、もう一つは四国中央部の辻-猿田横臥褶曲で長浜ナップの上に重なり「辻-猿田ナップ」と呼ばれる。
一方で、大歩危地域に分布する三波川結晶片岩類のうち、三縄層中のジルコンの多くが1900-1800Maの年代を示すのに対し、小歩危層は92±4Ma、川口層は82±11Maと若く四万十帯北帯付加形成の年代に近い。このため、小歩危層および川口層を「四万十帯北帯」あるいは「四万十変成帯」と分類する方が適当であるとする説もある 。